# Don’t Fear the Reaper
Don't Fear the Reaper – czwarty album studyjny szwedzkiego zespołu muzycznego Witchery. Wydawnictwo ukazało się 27 lutego 2006 roku nakładem wytwórni muzycznej Century Media Records. Nagrania zostały zarejestrowane w sierpniu 2004 roku w Berno Studios w Malmö.

## Lista utworów
Opracowano na podstawie materiału źródłowego.
| Nr  | Tytuł utworu                                      | Długość |
| --- | ------------------------------------------------- | ------- |
| 1.  | „Disturbing the Beast” (utwór instrumentalny)     | 02:41   |
| 2.  | „Stigmatized”                                     | 04:12   |
| 3.  | „Draw Blood”                                      | 03:19   |
| 4.  | „The Ritual”                                      | 04:03   |
| 5.  | „Ashes”                                           | 04:18   |
| 6.  | „Plague Rider”                                    | 03:56   |
| 7.  | „Damned in Hell”                                  | 03:56   |
| 8.  | „Crossfixation”                                   | 04:09   |
| 9.  | „The Wait of the Pyramids” (utwór instrumentalny) | 03:56   |
| 10. | „Immortal Death”                                  | 01:31   |
| 11. | „Styx”                                            | 04:54   |
| 12. | „War Piece” (utwór instrumentalny)                | 02:22   |
| 13. | „Cannonfodder”                                    | 02:40   |
|     |                                                   | 45:57   |